# Puchar Włoch w piłce nożnej (2005/2006)
Puchar Włoch 2005/06 – 59 edycja rozgrywek piłkarskiego Pucharu Włoch.

## Półfinały
- Inter Mediolan - Udinese Calcio 1:0 i 2:2
- US Palermo - AS Roma 2:1 i 0:1

## Finał
- 3 maja 2006, Rzym: AS Roma - Inter Mediolan 1:1
- 11 maja 2007, Mediolan: Inter Mediolan - AS Roma 3:1